# Jerry Wexler
Gerald "Jerry" Wexler, född 10 januari 1917 i New York i New York, död 15 augusti 2008 i Sarasota i Florida, var en amerikansk musikjournalist som så småningom bytte bana till att bli en musikproducent som producerade musik från 1950-talet fram till 1980-talet vid skivbolaget Atlantic Records. Han myntade termen "rhythm & blues" och producerade storheter som Ray Charles, Aretha Franklin, Wilson Pickett, Dusty Springfield och Bob Dylan. Wexler upptogs i Rock & Roll Hall of Fame 1987.